# Nati il 24 novembre

## XIII secolo(1)
- 1273 - Alfonso Plantageneto, conte di Chester, conte inglese († 1284)

## XIV secolo(1)
- 1394 - Carlo di Valois-Orléans, nobile francese († 1465)

## XV secolo(2)
- 1427 - John Stafford, I conte di Wiltshire, nobile inglese († 1473)
- 1499 - Silvestro Aldobrandini, avvocato, giurista e politico italiano († 1559)

## XVI secolo(5)
- 1537 - Cristoforo Boncompagni, arcivescovo cattolico italiano († 1603)
- 1590 - Lorenzo Nomis di Valfenera e Castelletto, politico italiano († 1670)
- 1594 - Ludovico Giamagna, vescovo cattolico italiano († 1634)
- 1594 - Henry Grey, X conte di Kent, nobile e politico inglese († 1651)
- 1595 - Tarquinio Merula, compositore e organista italiano († 1665)

## XVII secolo(17)
- 1603 - Giovanni di Nassau-Idstein, nobile tedesco († 1677)
- 1615 - Filippo Guglielmo del Palatinato, conte († 1690)
- 1616 - Antonio de Aragón-Córdoba-Cardona y Fernández de Córdoba, cardinale spagnolo († 1650)
- 1620 - Bonaventura da Barcellona, religioso spagnolo († 1684)
- 1630 - Étienne Baluze, storico francese († 1718)
- 1632 - Baruch Spinoza, filosofo olandese († 1677)
- 1641 - Hieronymus Ambrosius Langenmantel, presbitero tedesco († 1718)
- 1642 - Anne Hilarion de Costentin de Tourville, ammiraglio francese († 1701)
- 1655 - Carlo XI di Svezia, sovrano svedese († 1697)
- 1664 - Margherita Maria Farnese, nobile italiana († 1718)
- 1665 - Tommaso Niccolò d'Aquino, poeta italiano († 1721)
- 1668 - Felicjan Konstanty Szaniawski, vescovo cattolico polacco († 1732)
- 1680 - Jean-Baptiste Bassand, medico francese († 1742)
- 1680 - Carlo Giuseppe di Lorena, arcivescovo cattolico tedesco († 1715)
- 1685 - Dorotea di Schleswig-Holstein-Sonderburg-Beck, principessa danese († 1761)
- 1698 - Charles Douglas, III duca di Queensberry, politico scozzese († 1778)
- 1700 - Johann Bernhard Bach il Giovane, compositore tedesco († 1743)

## XVIII secolo(33)
- 1704 - Carlotta Guglielmina di Anhalt-Bernburg-Schaumburg-Hoym, nobile († 1766)
- 1705 - Christian Moritz von Königsegg-Rothenfels, nobile e militare tedesco († 1778)
- 1712 - Ali II ibn Husayn, sovrano tunisino († 1782)
- 1713 - Junípero Serra, missionario spagnolo († 1784)
- 1713 - Laurence Sterne, scrittore e religioso irlandese († 1768)
- 1716 - Nils Idman, teologo e letterato finlandese († 1790)
- 1718 - Asif ad-Dawlah Mir Ali Salabat Jang, principe indiano († 1763)
- 1718 - Lorenzo Gibelli, compositore italiano († 1812)
- 1724 - Vincenzo Maria Altieri, cardinale italiano († 1800)
- 1724 - Maria Amalia di Sassonia, nobile († 1760)
- 1726 - Ivan Grigor'evič Černyšëv, politico e ufficiale russo († 1797)
- 1729 - Charles Henri d'Estaing, ammiraglio e generale francese († 1794)
- 1729 - Aleksandr Vasil'evič Suvorov, principe e generale russo († 1800)
- 1730 - Henrik af Trolle, ammiraglio svedese († 1784)
- 1731 - Maria Fortunata d'Este, principessa italiana († 1803)
- 1741 - Peter Rainier, ammiraglio e politico britannico († 1808)
- 1742 - Antonio de Capmany y de Montpalau, filosofo, economista e storico spagnolo († 1813)
- 1744 - Alured Clarke, militare e politico britannico († 1832)
- 1745 - Maria Luisa di Borbone-Spagna, sovrana († 1792)
- 1747 - Felice Alessandri, compositore italiano († 1798)
- 1751 - Antonio Benedetto Carpano, inventore italiano († 1821)
- 1752 - Jean Baptiste Bulliard, botanico, medico e micologo francese († 1793)
- 1755 - Juan de Salinas y Zenitagoya, militare e politico ecuadoriano († 1812)
- 1757 - Louis Charles Antoine de Beaufranchet d'Ayat, generale e politico francese († 1821)
- 1768 - Charles Meynier, pittore francese († 1832)
- 1779 - Francesco Paolo Volpe, storico e presbitero italiano († 1858)
- 1784 - Johann Ludwig Burckhardt, esploratore svizzero († 1817)
- 1784 - Zachary Taylor, politico e generale statunitense († 1850)
- 1785 - August Boeckh, grecista e filologo classico tedesco († 1867)
- 1791 - Gillot Saint-Evre, pittore francese († 1858)
- 1793 - Sebastian Pether, pittore britannico († 1844)
- 1793 - Luigi Taparelli d'Azeglio, gesuita, filosofo e sociologo italiano († 1862)
- 1795 - Sergej Sergeevič Gagarin, politico, impresario teatrale e principe russo († 1852)

## XIX secolo(170)
- 1801 - Ludwig Bechstein, scrittore tedesco († 1860)
- 1804 - Karl Anton Josef von Baltin, generale austriaco († 1873)
- 1806 - William Webb Ellis, presbitero britannico († 1872)
- 1806 - Omar Pascià, generale serbo († 1871)
- 1807 - Angelo Inganni, pittore italiano († 1880)
- 1807 - Friedrich Nerly, pittore tedesco († 1878)
- 1808 - Giovanni Audiffredi, imprenditore e politico italiano († 1875)
- 1808 - Ambroise Delachenal, politico francese († 1894)
- 1808 - Alphonse Karr, giornalista, scrittore e aforista francese († 1890)
- 1808 - François-Joseph Manèque, generale francese
- 1811 - Ditlev Gothard Monrad, politico e vescovo danese († 1887)
- 1812 - Nikolaj Stepanovič Pimenov, scultore russo († 1864)
- 1813 - Nikolaj Platonovič Ogarëv, poeta e politico russo († 1877)
- 1816 - Alexander Baillie-Cochrane, politico britannico († 1890)
- 1816 - Llewellyn Jewitt, illustratore, incisore e artista inglese († 1886)
- 1816 - Joel Parker, politico statunitense († 1888)
- 1816 - Matteo Salvi, compositore e regista teatrale italiano († 1887)
- 1816 - Carlo d'Adda, politico e patriota italiano († 1900)
- 1817 - Juan de la Cruz Ignacio Moreno y Maisanove, cardinale e arcivescovo cattolico guatemalteco († 1884)
- 1820 - Patrizio Gennari, scienziato e patriota italiano († 1897)
- 1820 - Gustav Karsten, fisico tedesco († 1900)
- 1820 - Hermann Ramberg, politico austriaco († 1899)
- 1821 - Henry Thomas Buckle, storico e scacchista britannico († 1862)
- 1822 - Giovanni Battista Lombardi, scultore italiano († 1880)
- 1823 - Luigi Buzzi Leone, scultore italiano († 1909)
- 1823 - Carlo Fenzi, banchiere e politico italiano († 1881)
- 1823 - Georg Heinrich Mettenius, botanico tedesco († 1866)
- 1824 - Frederick Miller, imprenditore tedesco († 1888)
- 1825 - Julia von Hauke, nobile tedesca († 1895)
- 1825 - Caroline Elizabeth Merrick, scrittrice statunitense († 1908)
- 1826 - Carlo Collodi, scrittore e giornalista italiano († 1890)
- 1827 - Francesco Saverio Bianchi, giurista e politico italiano († 1908)
- 1828 - Henry Lomb, ottico e imprenditore tedesco († 1908)
- 1831 - Giovanni Battista Enrico Geymet, politico italiano († 1900)
- 1832 - Lorenz Ritter, pittore e incisore tedesco († 1921)
- 1832 - Henry Woodward, geologo e paleontologo britannico († 1921)
- 1833 - Giacomo Giuseppe Costa, magistrato e politico italiano († 1897)
- 1833 - Giuseppe Fancelli, tenore italiano († 1887)
- 1833 - Jovan Jovanović Zmaj, poeta serbo († 1904)
- 1837 - Gustavo Adolfo Noseda, musicista e compositore italiano († 1866)
- 1838 - Prosper-Olivier Lissagaray, letterato, giornalista e politico francese († 1901)
- 1838 - Berardino Viola, brigante italiano († 1906)
- 1840 - John Brashear, astronomo statunitense († 1920)
- 1840 - Enrico Paternò Castello di Carcaci, politico italiano († 1908)
- 1844 - Friedrich Jolly, neurologo e psichiatra tedesco († 1904)
- 1844 - Amalia Streitel, religiosa tedesca († 1911)
- 1845 - Giuseppe Cairati, musicista e direttore d'orchestra italiano († 1915)
- 1846 - Percy Gardner, archeologo e numismatico britannico († 1937)
- 1847 - Antoni Jurasz, medico polacco († 1923)
- 1848 - Lilli Lehmann, soprano tedesco († 1929)
- 1849 - Frances Hodgson Burnett, commediografa e scrittrice britannica († 1924)
- 1849 - Benedikt Niese, filologo classico tedesco († 1910)
- 1850 - Nikolaj Kornilievič Bodarevskij, pittore e insegnante russo († 1921)
- 1850 - László Lukács, politico ungherese († 1932)
- 1851 - T. O'Conor Sloane, curatore editoriale statunitense († 1940)
- 1853 - Virginio Retali, matematico italiano († 1930)
- 1857 - Yasushi Nawa, entomologo giapponese († 1926)
- 1857 - Arthur Sloggett, medico e generale inglese († 1919)
- 1859 - Cass Gilbert, architetto statunitense († 1934)
- 1859 - Medeni Mehmet Nuri, turco († 1927)
- 1860 - Emanuele Cutinelli Rendina, ammiraglio italiano († 1925)
- 1861 - João da Cruz e Sousa, poeta brasiliano († 1898)
- 1861 - Charley Mitchell, pugile britannico († 1918)
- 1861 - Makino Nobuaki, politico e diplomatico giapponese († 1949)
- 1862 - Konrad Krafft von Dellmensingen, generale tedesco († 1953)
- 1862 - Daisy de Lawayss († 1871)
- 1863 - Edwin Conklin, biologo e zoologo statunitense († 1952)
- 1863 - Brizio De Sanctis, politico italiano († 1951)
- 1863 - Alfred Larsen, velista norvegese († 1950)
- 1863 - Leberecht Maass, ammiraglio tedesco († 1914)
- 1864 - Henri de Toulouse-Lautrec, pittore francese († 1901)
- 1865 - Silvestro Valenti, avvocato e storico italiano († 1916)
- 1867 - Alberto Pironti, magistrato e politico italiano († 1936)
- 1867 - Louis de Champsavin, cavaliere e militare francese († 1916)
- 1868 - John Quertier Le Pelley, calciatore e dirigente d'azienda britannico († 1948)
- 1869 - Giulio Blais, generale italiano († 1966)
- 1869 - António Óscar Carmona, generale e politico portoghese († 1951)
- 1869 - Jules Rossignol, schermidore francese († 1955)
- 1870 - Tommaso Baldini, pittore italiano († 1925)
- 1870 - Nikolaj Onufrievič Losskij, filosofo russo († 1965)
- 1870 - Vittorio Emanuele di Savoia-Aosta, nobile e generale italiano († 1946)
- 1871 - Jules Brocherel, etnologo italiano († 1954)
- 1872 - Giberto Arrivabene Valenti Gonzaga, militare e politico italiano († 1933)
- 1872 - Georgij Vasil'evič Čičerin, diplomatico russo († 1936)
- 1872 - Jagatjit Singh, principe indiano († 1949)
- 1873 - Joseph Keirn Brennan, compositore statunitense († 1948)
- 1873 - Gyokudō Kawai, pittore giapponese († 1957)
- 1873 - Julij Martov, politico e giornalista russo († 1923)
- 1873 - Paolo Medolaghi, matematico e politico italiano († 1950)
- 1873 - Herbert Barrett, tennista britannico († 1943)
- 1873 - John St. Polis, attore statunitense († 1946)
- 1873 - Alberto Theodoli di Sambuci, ingegnere, dirigente d'azienda e politico italiano († 1955)
- 1874 - Charles William Miller, calciatore, dirigente sportivo e arbitro di calcio brasiliano († 1953)
- 1875 - Nobuyuki Abe, generale e politico giapponese († 1953)
- 1875 - Albert Joseph, anarchico francese († 1908)
- 1875 - Louis-Mathieu Verdilhan, pittore francese († 1928)
- 1876 - Giovanni Bargiggia, vescovo cattolico italiano († 1946)
- 1876 - Amin al-Rihani, scrittore libanese († 1940)
- 1876 - Walter Burley Griffin, architetto statunitense († 1937)
- 1876 - Konrad Keller, politico, imprenditore e agricoltore svizzero († 1952)
- 1876 - Alberto Martini, disegnatore, pittore e incisore italiano († 1954)
- 1877 - Alben W. Barkley, politico statunitense († 1956)
- 1877 - Michele Castelli Guaccero, prefetto, diplomatico e politico italiano († 1973)
- 1877 - Boris Vladimirovič Romanov, principe e generale russo († 1943)
- 1878 - Paul Diepgen, ginecologo e storico tedesco († 1966)
- 1878 - Ugo Malvano, pittore italiano († 1958)
- 1878 - Eolo Rebua, prefetto e politico italiano († 1959)
- 1878 - Erich Scheurmann, scrittore e pittore tedesco († 1957)
- 1879 - Eli Heckscher, economista svedese († 1952)
- 1881 - Al Christie, regista, sceneggiatore e produttore cinematografico canadese († 1951)
- 1881 - Luigi Cova, politico italiano († 1969)
- 1881 - Ricciotti Garibaldi jr, militare e agente segreto italiano († 1951)
- 1881 - Robert Latouche, medievista francese († 1973)
- 1882 - Rafael Cansinos Assens, scrittore, poeta e critico letterario spagnolo († 1964)
- 1882 - Lizette Thorne, attrice britannica († 1970)
- 1883 - Pietro Bolzon, giornalista e politico italiano († 1945)
- 1883 - E.B. Henderson, insegnante statunitense († 1977)
- 1884 - Itzhak Ben-Zvi, politico ucraino († 1963)
- 1884 - Frank Foley, militare britannico († 1958)
- 1884 - Michel de Klerk, architetto olandese († 1923)
- 1885 - Rudolf Klein-Rogge, attore tedesco († 1955)
- 1885 - Cencio Massola, velista italiano († 1944)
- 1885 - Anna Louise Strong, giornalista e scrittrice statunitense († 1970)
- 1885 - Wang Xiangzhai, insegnante cinese († 1963)
- 1885 - Christian Wirth, militare tedesco († 1944)
- 1886 - Rudolf Biebrach, attore e regista tedesco († 1938)
- 1887 - Erich von Manstein, generale tedesco († 1973)
- 1887 - Bruno Rahn, regista, attore e produttore cinematografico tedesco († 1927)
- 1888 - Dale Carnegie, scrittore e insegnante statunitense († 1955)
- 1888 - Charles Green, esploratore britannico († 1974)
- 1888 - Cathleen Nesbitt, attrice britannica († 1982)
- 1888 - Eduard Pernkopf, medico austriaco († 1955)
- 1889 - Romolo Carpi, tiratore di fune e sollevatore italiano († 1938)
- 1889 - William Justin Kroll, ingegnere lussemburghese († 1973)
- 1889 - Nagamichi Kuroda, zoologo, ornitologo e biologo giapponese († 1978)
- 1889 - Hubert Lafortune, ginnasta belga
- 1889 - Zalman Shazar, politico, scrittore e poeta bielorusso († 1974)
- 1890 - Helen Gaige, zoologa statunitense († 1976)
- 1890 - George E. Stratemeyer, generale statunitense († 1969)
- 1891 - Max Amann, editore, politico e generale tedesco († 1957)
- 1891 - Pierina Boranga, insegnante e scrittrice italiana († 1983)
- 1891 - Gustaf Dyrssen, pentatleta e schermidore svedese († 1981)
- 1891 - Mariano Ospina Pérez, politico colombiano († 1976)
- 1891 - Aarne Pelkonen, ginnasta finlandese († 1949)
- 1891 - Lola Visconti, attrice italiana († 1924)
- 1892 - Enrico Baroni, militare italiano († 1940)
- 1892 - Guglielmo Inglese, attore italiano († 1972)
- 1892 - Hellmuth Reymann, generale tedesco († 1988)
- 1893 - Fern Andra, attrice, regista e sceneggiatrice statunitense († 1974)
- 1893 - Konštantín Bauer, pittore e ingegnere slovacco († 1928)
- 1893 - Ferdinando Rubino, cantante italiano († 1972)
- 1894 - Wilhelm Hasse, generale tedesco († 1945)
- 1894 - Maria Pawlikowska-Jasnorzewska, poetessa e drammaturga polacca († 1945)
- 1895 - Vincenzo Calace, politico e antifascista italiano († 1965)
- 1895 - Heinrich Eberbach, generale tedesco († 1992)
- 1895 - Nino Rossi, pianista e compositore italiano († 1952)
- 1896 - Duncan Walker, calciatore scozzese († 1961)
- 1897 - Lode Craeybeckx, politico belga († 1976)
- 1897 - Dagmar Godowsky, attrice statunitense († 1975)
- 1897 - Lucky Luciano, mafioso italiano († 1962)
- 1897 - Giuseppe Porelli, attore italiano († 1982)
- 1897 - Dorothy Shepherd-Barron, tennista britannica († 1953)
- 1898 - Liu Shaoqi, politico, militare e rivoluzionario cinese († 1969)
- 1898 - Mino Maccari, scrittore, pittore e incisore italiano († 1989)
- 1898 - Guus Scheffer, sollevatore olandese († 1952)
- 1899 - Norbert Schiller, attore e regista austriaco († 1988)
- 1899 - Soraya Tarzi, afghana († 1968)
- 1899 - Wen Yiduo, scrittore e poeta cinese († 1946)
- 1900 - Antonín Novotný, nuotatore e pallanuotista cecoslovacco († 1962)
- 1900 - Kurt Richter, scacchista e compositore di scacchi tedesco († 1969)

## XX secolo(822)
- 1901 - Gianangelo Barzan, calciatore italiano († 1983)
- 1901 - Manlio Cremonini, politico italiano († 1961)
- 1901 - Reidar Ødegaard, fondista, combinatista nordico e sciatore di pattuglia militare norvegese († 1972)
- 1901 - Filippo Sgarlata, medaglista italiano († 1979)
- 1902 - Pietro Chesi, ciclista su strada italiano († 1944)
- 1903 - Gustavo Le Paige, religioso e archeologo cileno († 1980)
- 1904 - Angelo De Luca, politico italiano († 1975)
- 1904 - Luigi Rovati, pugile italiano († 1989)
- 1904 - Rein de Waal, hockeista su prato olandese († 1985)
- 1904 - Augusto Zanzi, ciclista su strada italiano († 1979)
- 1905 - Pierre Jaccoud, avvocato svizzero († 1996)
- 1905 - George Herbert Walker Jr., imprenditore statunitense († 1977)
- 1906 - Mario Castellani, attore italiano († 1978)
- 1906 - Giuseppe Giorgio Gori, architetto italiano († 1969)
- 1906 - Andreina Pagnani, attrice e doppiatrice italiana († 1981)
- 1906 - Anna Polak, ginnasta olandese († 1943)
- 1906 - Oscar Scaglietti, chirurgo italiano († 1993)
- 1907 - Enrico Cuccia, banchiere italiano († 2000)
- 1907 - Friedrich Geiger, designer tedesco († 1996)
- 1907 - Sante Neri, militare italiano († 1936)
- 1907 - Rodolfo Tommasi, calciatore italiano († 1993)
- 1907 - Giacinto Trevisonno, politico italiano († 1994)
- 1907 - Evangeline Walton, scrittrice statunitense († 1996)
- 1907 - Ján Želibský, pittore slovacco († 1997)
- 1908 - Aleksander Ford, regista e sceneggiatore polacco († 1980)
- 1908 - James Stopford, VIII conte di Courtown, nobile irlandese († 1975)
- 1908 - Libertad Lamarque, attrice e cantante argentina († 2000)
- 1908 - Margarita Manso, pittrice spagnola († 1960)
- 1909 - Otto Adam, schermidore tedesco († 1977)
- 1909 - Gerhard Gentzen, matematico e logico tedesco († 1945)
- 1909 - Cyprián Majerník, pittore slovacco († 1945)
- 1909 - Ernesto Zambianchi, allenatore di calcio e calciatore italiano († 1984)
- 1910 - Jean Amila, scrittore francese († 1995)
- 1910 - Ugo Baglivo, avvocato, politico e antifascista italiano († 1944)
- 1910 - Carlos Ulrrico Cesco, astronomo argentino († 1987)
- 1910 - Manol Konomi, avvocato, giudice e politico albanese († 2002)
- 1910 - Gian Giacomo Menon, poeta italiano († 2000)
- 1911 - Choi Seung-hee, attrice e ballerina coreana († 1969)
- 1911 - Kirby Grant, attore statunitense († 1985)
- 1911 - Joe Medwick, giocatore di baseball statunitense († 1975)
- 1911 - Armando Passalacqua, allenatore di calcio e calciatore italiano († 1991)
- 1912 - Garson Kanin, sceneggiatore e regista statunitense († 1999)
- 1912 - Fermo Melotti, operaio e partigiano italiano († 1964)
- 1912 - Vasco Palazzeschi, politico, sindacalista e antifascista italiano († 1987)
- 1912 - Nino Porto, musicista, pittore e poeta italiano († 2008)
- 1912 - Albert Sukop, calciatore tedesco († 1993)
- 1912 - Teddy Wilson, pianista statunitense († 1986)
- 1913 - Donata Doni, poetessa italiana († 1972)
- 1913 - Howard Duff, attore statunitense († 1990)
- 1913 - Geraldine Fitzgerald, attrice irlandese († 2005)
- 1913 - Gisela Mauermayer, discobola e pesista tedesca († 1995)
- 1914 - Bessie Blount, fisioterapista e inventrice statunitense († 2009)
- 1914 - Agostino Casaroli, cardinale e arcivescovo cattolico italiano († 1998)
- 1914 - Lynn Chadwick, scultore britannico († 2003)
- 1914 - Khoren I, arcivescovo cristiano orientale armeno († 1983)
- 1914 - Živojin Zdravković, direttore d'orchestra serbo († 2001)
- 1916 - Forrest J. Ackerman, scrittore di fantascienza, curatore editoriale e giornalista statunitense († 2008)
- 1916 - Pentti Vuollekoski, cestista finlandese († 1977)
- 1916 - Kenneth A. Walsh, militare statunitense († 1998)
- 1917 - Attilio Brunetti, militare e patriota italiano († 2008)
- 1917 - Ferruccio Centonze, scrittore, giornalista e drammaturgo italiano († 2004)
- 1917 - Eugenijus Nikolskis, cestista e tennistavolista lituano († 1992)
- 1918 - Enrico Massara, politico italiano († 2009)
- 1919 - Albino Abico, partigiano italiano († 1944)
- 1919 - Angelo Borgogno, calciatore italiano
- 1919 - Aurelio Pavesi De Marco, allenatore di calcio e calciatore italiano († 1995)
- 1919 - Alfieri Sacchetti, calciatore italiano († 1976)
- 1919 - Aldo Tugnoli, calciatore italiano
- 1920 - Juan Araújo Pino, calciatore spagnolo († 2002)
- 1920 - Anselmo Berrondo, giocatore di biliardo uruguaiano († 1985)
- 1920 - Leonardo Caprioli, medico italiano († 2013)
- 1920 - Karol Jurkovič, calciatore slovacco († 2003)
- 1920 - Jorge Mistral, attore spagnolo († 1972)
- 1920 - Matthias Pfannenmüller, ciclista su strada e pistard tedesco
- 1920 - Rolando Vignali, partigiano e artigiano italiano († 1944)
- 1921 - Robert Banks, chimico statunitense († 1989)
- 1921 - Michele Guainazzi, calciatore italiano
- 1921 - John Lindsay, politico e avvocato statunitense († 2000)
- 1921 - Antonio Zidarich, calciatore italiano († 1980)
- 1922 - Sabatino Moscati, archeologo, storico e orientalista italiano († 1997)
- 1922 - Rolf Paetz, calciatore tedesco († 1994)
- 1922 - Martin Poll, produttore cinematografico e produttore televisivo statunitense († 2012)
- 1922 - Francesco Tiezzi, architetto e urbanista italiano († 2017)
- 1923 - Zlatko Čajkovski, allenatore di calcio e calciatore jugoslavo († 1998)
- 1923 - Serge Chaloff, sassofonista statunitense († 1957)
- 1923 - Octavio Lepage Barreto, politico venezuelano († 2017)
- 1924 - Raffaello Baldini, poeta e scrittore italiano († 2005)
- 1924 - Salvatore Furia, meteorologo e poeta italiano († 2010)
- 1924 - Stan Hawkins, pallanuotista britannico († 2004)
- 1924 - Bill Miller, cestista e allenatore di pallacanestro statunitense († 1991)
- 1924 - Lorne Munroe, violoncellista canadese († 2020)
- 1924 - Joanne Winter, giocatrice di baseball statunitense († 1996)
- 1925 - Teodor Anioła, calciatore polacco († 1993)
- 1925 - William Buckley, saggista, giornalista e conduttore televisivo statunitense († 2008)
- 1925 - Al Cohn, sassofonista, arrangiatore e compositore statunitense († 1988)
- 1925 - Carl Loyd, cestista statunitense († 2012)
- 1925 - Yos Sudarso, militare indonesiano († 1962)
- 1925 - Simon van der Meer, fisico olandese († 2011)
- 1926 - Alcide Angeloni, politico italiano
- 1926 - Jack Belrose, ingegnere canadese († 2024)
- 1926 - Sauro Dalle Mura, politico italiano († 2017)
- 1926 - Héctor Guerrero Delgado, cestista messicano († 1986)
- 1926 - Tsung-Dao Lee, fisico cinese († 2024)
- 1926 - Toralv Maurstad, attore e regista teatrale norvegese († 2022)
- 1926 - Vittorio Miele, pittore italiano († 1999)
- 1927 - Emma Lou Diemer, compositrice statunitense († 2024)
- 1927 - Agustín Edwards Eastman, giornalista e editore cileno († 2017)
- 1927 - Adrián Escudero, calciatore spagnolo († 2011)
- 1927 - Ahmadou Kourouma, scrittore ivoriano († 2003)
- 1927 - Alfredo Kraus, tenore spagnolo († 1999)
- 1927 - Charles Osborne, giornalista, critico musicale e scrittore britannico († 2017)
- 1927 - Saverio Salvatore Porcari, politico e ambasciatore italiano († 2013)
- 1927 - Günter Reisch, regista e sceneggiatore tedesco († 2014)
- 1927 - Kevin Skinner, rugbista a 15 e pugile neozelandese († 2014)
- 1928 - Robert Blum, schermidore statunitense († 2022)
- 1928 - Rubens Josué da Costa, calciatore brasiliano († 1987)
- 1928 - Spartaco Donati, ex calciatore italiano
- 1928 - Romano Levi, artigiano italiano († 2008)
- 1929 - Maria Anna Calabretta Manzara, funzionaria e politica italiana († 2019)
- 1929 - Jack Hogan, attore statunitense († 2023)
- 1929 - John Henry Johnson, giocatore di football americano statunitense († 2011)
- 1929 - Viktor Koršunov, attore sovietico († 2015)
- 1929 - George Moscone, politico statunitense († 1978)
- 1929 - Carlo Peroni, fumettista italiano († 2011)
- 1929 - Eric Till, regista britannico
- 1930 - Florentino Bautista, cestista filippino († 2014)
- 1930 - Umberto Branzoni, arbitro di calcio italiano († 1981)
- 1930 - Inge Feltrinelli, editrice, fotografa e giornalista tedesca († 2018)
- 1930 - Carmen Hernández, missionaria spagnola († 2016)
- 1930 - Yale Lary, giocatore di football americano statunitense († 2017)
- 1930 - Elisa Penna, giornalista e fumettista italiana († 2009)
- 1930 - Sándor Rozsnyói, siepista e insegnante ungherese († 2014)
- 1930 - Jaroslav Šíp, cestista e allenatore di pallacanestro cecoslovacco († 2014)
- 1930 - Albert Wolsky, costumista statunitense
- 1931 - Tommy Allsup, musicista e chitarrista statunitense († 2017)
- 1931 - Raffaele Colapietra, storico italiano († 2023)
- 1931 - Stan Jones, giocatore di football americano statunitense († 2010)
- 1931 - Maria Gabriela Llansol, scrittrice e traduttrice portoghese († 2008)
- 1931 - Umberto Tramma, vescovo cattolico italiano († 2000)
- 1932 - Johnny Horan, cestista statunitense († 1980)
- 1932 - Katalin Juhász-Nagy, ex schermitrice ungherese
- 1932 - Claudio Naranjo, psichiatra, psicoterapeuta e antropologo cileno († 2019)
- 1932 - Giovanni Prouse, matematico italiano († 2008)
- 1932 - Hans Rubner, politico italiano († 2009)
- 1933 - János Dallos, ex cestista ungherese
- 1933 - René Enríquez, attore nicaraguense († 1990)
- 1933 - Bruno Ferrero, calciatore francese († 2023)
- 1933 - Alberto Neuman, pianista e compositore argentino († 2021)
- 1933 - Abdelmalek Sayad, sociologo e filosofo algerino († 1998)
- 1933 - Antonio Seveso, calciatore italiano († 2001)
- 1933 - Hideo Tanaka, regista, attore e produttore cinematografico giapponese († 2011)
- 1934 - Edward Aggrey-Fynn, calciatore e allenatore di calcio ghanese († 2005)
- 1934 - Klaus Bugdahl, ciclista su strada, pistard e dirigente sportivo tedesco († 2023)
- 1934 - Martin Charnin, regista e paroliere statunitense († 2019)
- 1934 - Sophie Daumier, attrice francese († 2003)
- 1934 - Giovanni Marigliano, paroliere italiano († 2011)
- 1934 - Shirley Pitts, truffatrice britannica († 1992)
- 1934 - Yvonne Rainer, artista e coreografa statunitense
- 1934 - Sergio Saroni, pittore italiano († 1991)
- 1934 - Al'fred Garrievič Šnitke, compositore e pianista russo († 1998)
- 1934 - Sven-Bertil Taube, attore e cantante svedese († 2022)
- 1934 - Freek Witte, cestista olandese († 2017)
- 1935 - Ron Dellums, politico e attivista statunitense († 2018)
- 1935 - Vin Denson, ex ciclista su strada britannico
- 1935 - Edgard Parizzia, cestista e allenatore di pallacanestro argentino († 2010)
- 1935 - Pasquale Verrusio, pittore, scultore e incisore italiano († 2012)
- 1935 - Khalifa bin Salman Al Khalifa, politico bahreinita († 2020)
- 1936 - Ken Kragen, produttore televisivo e autore televisivo statunitense († 2021)
- 1936 - Paolo Magistrini, cestista italiano († 2025)
- 1937 - Jean-Pierre Adam, archeologo e architetto francese
- 1937 - Mario Amato, magistrato italiano († 1980)
- 1937 - Ricardo Alexander Clark, ex calciatore guatemalteco
- 1937 - Giuseppe D'Ascenzo, chimico italiano († 2024)
- 1937 - Giuseppe Gjergja, ex cestista e allenatore di pallacanestro jugoslavo
- 1937 - Diana Nikančikova, ex schermitrice sovietica
- 1937 - Otto Pfister, allenatore di calcio e ex calciatore tedesco
- 1937 - Ermis Segatti, presbitero, teologo e storico delle religioni italiano
- 1938 - Willy Claes, politico belga
- 1938 - Natal'ja Kračkovskaja, attrice sovietica († 2016)
- 1938 - Carol Mayo Jenkins, attrice statunitense
- 1938 - Enrique Lugo, ex schermidore cubano
- 1938 - Oscar Robertson, ex cestista statunitense
- 1938 - Charles Starkweather, serial killer statunitense († 1959)
- 1938 - Bruce Tuckman, psicologo statunitense († 2016)
- 1939 - Neville Cenac, politico santaluciano
- 1939 - Maria Chiara, soprano italiano
- 1939 - Gene Glazer, ex schermidore statunitense
- 1939 - Graziano Landoni, allenatore di calcio e ex calciatore italiano
- 1939 - Delio Lucarelli, vescovo cattolico italiano († 2024)
- 1939 - Jerry Mays, giocatore di football americano statunitense († 1994)
- 1939 - Yoshinobu Miyake, ex sollevatore giapponese
- 1939 - Marit Paulsen, politica svedese († 2022)
- 1939 - Hanna Walter, ex pattinatrice artistica su ghiaccio austriaca
- 1939 - Jim Yester, musicista statunitense
- 1940 - Giuseppe Di Lello Finuoli, politico e magistrato italiano
- 1940 - Stella Dizzy, cantante italiana
- 1940 - Gianfranco Garbuglia, calciatore italiano († 2020)
- 1940 - Murray Hall, ex hockeista su ghiaccio canadese
- 1940 - Rossana, cantante italiana
- 1940 - Mauro Seppia, politico e sindacalista italiano
- 1940 - Paul Tagliabue, avvocato statunitense
- 1940 - Alla Šepeleva, ex schermitrice sovietica
- 1941 - Horacio Altuna, fumettista argentino
- 1941 - Abdelkader Bensalah, politico algerino († 2021)
- 1941 - Pete Best, batterista britannico
- 1941 - Des Clark, ex pallanuotista australiano
- 1941 - John De Andrea, artista e scultore statunitense
- 1941 - Pino Donaggio, cantautore e compositore italiano
- 1941 - Donald Dunn, bassista, produttore discografico e cantautore statunitense († 2012)
- 1941 - Ricardo Piglia, scrittore argentino († 2017)
- 1941 - Arno Zerbe, calciatore tedesco orientale († 2012)
- 1942 - Ferenc András, regista e sceneggiatore ungherese († 2024)
- 1942 - Maurizio Balocchi, politico italiano († 2010)
- 1942 - Billy Connolly, attore, comico e musicista britannico
- 1942 - Raffaele Coppola, giurista italiano
- 1942 - Offer Eshed, cestista e allenatore di pallacanestro israeliano († 2007)
- 1942 - Maurice Morin, ciclista su strada francese
- 1942 - Jean Ping, diplomatico e politico gabonese
- 1942 - Jack Rieley, imprenditore, produttore discografico e disc jockey statunitense († 2015)
- 1942 - Andrew Stunell, politico britannico († 2024)
- 1942 - Craig Thomas, scrittore gallese († 2011)
- 1942 - Freddie Webb, ex cestista, allenatore di pallacanestro e politico filippino
- 1943 - Giorgio Balboni, pittore italiano († 2016)
- 1943 - Dave Bing, ex cestista e politico statunitense
- 1943 - Takaji Mori, dirigente sportivo, allenatore di calcio e calciatore giapponese († 2011)
- 1943 - Kuniwo Nakamura, politico palauano († 2020)
- 1943 - Luigi Ontani, pittore e scultore italiano
- 1943 - Rosario Sferrazza, batterista, cantante e compositore italiano
- 1943 - Viktor Sidjak, ex schermidore e maestro di scherma sovietico
- 1944 - Umberto Bartocci, matematico italiano
- 1944 - Candy Darling, attrice statunitense († 1974)
- 1944 - Dan Glickman, politico statunitense
- 1944 - Andrzej Jarosik, calciatore polacco († 2024)
- 1944 - Tom Jernstedt, dirigente sportivo statunitense († 2020)
- 1944 - Kim Ho, allenatore di calcio e ex calciatore sudcoreano
- 1944 - Amol Palekar, attore e regista indiano
- 1944 - Carl Pomerance, matematico statunitense
- 1944 - François Thual, funzionario e politologo francese († 2024)
- 1945 - Kōstakīs Alexandrou, ex calciatore cipriota
- 1945 - Sergio Campailla, scrittore, saggista e critico letterario italiano
- 1945 - Nuruddin Farah, scrittore somalo
- 1945 - Jessica Larive, politica olandese
- 1945 - Giuseppe Orsi, dirigente d'azienda italiano
- 1945 - Pedro Rivas, cestista panamense († 2007)
- 1945 - Felice Todde, musicologo italiano
- 1946 - Josef Augusta, hockeista su ghiaccio ceco († 2017)
- 1946 - Ted Bundy, serial killer statunitense († 1989)
- 1946 - Roberto Challe, allenatore di calcio e calciatore peruviano († 2024)
- 1946 - Tony Clarkin, chitarrista e compositore britannico († 2024)
- 1946 - Jimmy Collins, cestista e allenatore di pallacanestro statunitense († 2020)
- 1946 - Julio Ducuron, pittore argentino
- 1946 - Minoru Kobata, ex calciatore giapponese
- 1946 - Claudio Piazza, allenatore di pallavolo e ex pallavolista italiano
- 1946 - Jan Ruiter, ex calciatore olandese
- 1946 - Jane Stanton Hitchcock, scrittrice e sceneggiatrice statunitense († 2025)
- 1947 - Gianni Clerici, giocatore di baseball italiano († 2020)
- 1947 - Gøsta Esping-Andersen, sociologo e politologo danese
- 1947 - Sasson Gabai, attore israeliano
- 1947 - Egon Köhnen, ex calciatore tedesco
- 1947 - Umberto Ranieri, politico italiano
- 1947 - Dwight Schultz, attore e doppiatore statunitense
- 1947 - Dave Sinclair, tastierista, organista e compositore britannico
- 1948 - Luigi Compagna, politico italiano
- 1948 - Ian Hallam, ex pistard britannico
- 1948 - Bob Hill, allenatore di pallacanestro statunitense
- 1948 - Ekofa Mbungu, ex calciatore della Repubblica Democratica del Congo
- 1948 - Joe Napolitano, regista statunitense († 2016)
- 1948 - Vladimir Nemšilov, ex nuotatore sovietico
- 1948 - Spider Robinson, scrittore di fantascienza statunitense
- 1948 - Rudy Tomjanovich, ex cestista e allenatore di pallacanestro statunitense
- 1948 - Hans Westerhof, allenatore di calcio, dirigente sportivo e ex calciatore olandese
- 1949 - Henry Bibby, ex cestista e allenatore di pallacanestro statunitense
- 1949 - Alfonso Borghi, cantautore italiano
- 1949 - Giorgio Bornacin, politico italiano († 2023)
- 1949 - Marianna Brummer, ex tennista sudafricana
- 1949 - Pierre Buyoya, politico e militare burundese († 2020)
- 1949 - Damon Evans, attore statunitense
- 1949 - Dušan Galis, allenatore di calcio e ex calciatore cecoslovacco
- 1949 - Paul Jungbluth, politico olandese
- 1949 - Erwin Neutzsky-Wulff, scrittore danese
- 1949 - Linda Tripp, funzionaria statunitense († 2020)
- 1950 - Marco Biagi, giurista e economista italiano († 2002)
- 1950 - Bob Burns, batterista statunitense († 2015)
- 1950 - José Cioffi, ex calciatore argentino
- 1950 - Diego Dalla Palma, truccatore, scrittore e imprenditore italiano
- 1950 - Barney Daniels, calciatore inglese († 2025)
- 1950 - Alvaro Passeri, regista cinematografico e effettista italiano
- 1950 - Nikica Valentić, politico croato († 2023)
- 1951 - Chet Edwards, politico statunitense
- 1951 - Jurij Kondakov, ex pattinatore di velocità su ghiaccio sovietico
- 1951 - Maurizio Massaria, mafioso italiano († 1998)
- 1951 - Khalihenna Ould Errachid, politico marocchino
- 1951 - Graham Price, rugbista a 15 e ingegnere britannico
- 1951 - Rosi Speiser, ex sciatrice alpina tedesca
- 1951 - Jeffrey Swann, pianista statunitense
- 1952 - Rachel Chagall, attrice statunitense
- 1952 - David Crosson, ex calciatore inglese
- 1952 - Karl Engel, ex calciatore svizzero
- 1952 - Detlef Franke, egittologo tedesco († 2007)
- 1952 - Norbert Haug, giornalista tedesco
- 1952 - Thierry Lhermitte, attore francese
- 1952 - Andrea Lynch, ex velocista britannica
- 1952 - Tina Mochizuki, ex tennista statunitense
- 1952 - Ilja Richter, attore, doppiatore e cantante tedesco
- 1952 - Rick Alan Ross, statunitense
- 1952 - Ulrich Seidl, regista, sceneggiatore e produttore cinematografico austriaco
- 1952 - Parveen Shakir, poetessa pakistana († 1994)
- 1953 - Francesco Bortolotto, politico italiano
- 1953 - Lee Canalito, ex pugile e attore statunitense
- 1953 - Enzo De Camillis, scenografo e regista italiano
- 1953 - Gianni Farinetti, scrittore italiano
- 1953 - Sylvie Kinigi, politica burundese
- 1953 - Joseph Nguyễn Năng, arcivescovo cattolico vietnamita
- 1953 - Aldo Nicoli, allenatore di calcio e ex calciatore italiano
- 1954 - Clem Burke, batterista statunitense († 2025)
- 1954 - Emir Kusturica, regista, musicista e sceneggiatore bosniaco
- 1954 - Tsunekichi Suzuki, cantautore, attore e compositore giapponese († 2020)
- 1954 - Sergio Taddei, ex calciatore italiano
- 1955 - Wulfe Balk, ex schermidore canadese
- 1955 - John Carleton, rugbista a 15 britannico
- 1955 - Einar Kárason, scrittore e sceneggiatore islandese
- 1955 - Francesco Marino, vescovo cattolico italiano
- 1955 - Andrea Marinoni, pilota motociclistico italiano
- 1955 - Najīb Mīqātī, politico e imprenditore libanese
- 1955 - Sergio Segio, ex terrorista, scrittore e saggista italiano
- 1955 - Sandro De Franciscis, medico e ex politico italiano
- 1956 - Joan Creus, ex cestista spagnolo
- 1956 - Robin Lim, scrittrice e poetessa statunitense
- 1956 - Ugo Mazzotta, scrittore italiano
- 1956 - Ruben Santiago-Hudson, attore, regista teatrale e drammaturgo statunitense
- 1957 - Gamal Abdelhamid, ex calciatore egiziano
- 1957 - Pier Maria Cecchini, attore e regista italiano
- 1957 - Denise Crosby, attrice e ex modella statunitense
- 1957 - Loredana De Petris, politica italiana
- 1957 - Luciano Facchini, ex calciatore italiano
- 1957 - Aytek Gürkan, ex cestista turco
- 1957 - Santiago Gómez Sierra, vescovo cattolico spagnolo
- 1957 - Philippe Loiseau, politico francese
- 1957 - Matthew Lukwiya, medico ugandese († 2000)
- 1957 - David McLean, ex calciatore inglese
- 1958 - José Aguilar, pugile cubano († 2014)
- 1958 - Roy Aitken, allenatore di calcio e ex calciatore scozzese
- 1958 - Alain Chabat, regista, attore e produttore cinematografico francese
- 1958 - Rick Davis, ex calciatore statunitense
- 1958 - Gregory Doran, regista teatrale e direttore artistico inglese
- 1958 - Ricardo Alfredo Gil-Hutton, astronomo argentino
- 1958 - Randi Hansen, cantante norvegese
- 1958 - Nick Knight, fotografo britannico
- 1958 - Carmel McCourt, cantante britannica
- 1958 - Rosa Maria Villecco, politica italiana
- 1959 - Zeinab Badawi, giornalista sudanese
- 1959 - Todd Brooker, ex sciatore alpino canadese
- 1959 - Pierluigi Cuomo, attore e chitarrista italiano
- 1959 - Daria Deflorian, attrice teatrale italiana
- 1959 - Helmut Höflehner, ex sciatore alpino austriaco
- 1959 - Terry Kinard, ex giocatore di football americano statunitense
- 1959 - Tim Lane, ex rugbista a 15 e allenatore di rugby a 15 australiano
- 1959 - Dave Magley, ex cestista, allenatore di pallacanestro e dirigente sportivo statunitense
- 1959 - Alejandro Mayorkas, politico e funzionario statunitense
- 1959 - Rajko Milošević, fumettista e illustratore serbo
- 1959 - Akio Ōtsuka, doppiatore e cantante giapponese
- 1960 - Garry Brooke, calciatore inglese († 2025)
- 1960 - Eli Elezra, giocatore di poker israeliano
- 1960 - Olav Fykse Tveit, teologo norvegese
- 1960 - Armen Sergeevič Grigorjan, cantante russo
- 1960 - Borys Gudziak, arcivescovo cattolico statunitense
- 1960 - Cameron Henning, ex nuotatore canadese
- 1960 - Matthew Kneale, scrittore britannico
- 1960 - Edgar Meyer, contrabbassista e compositore statunitense
- 1960 - Amanda Wyss, attrice statunitense
- 1961 - Aaron McCarthy, allenatore di pallacanestro statunitense
- 1961 - Peter Nkomo, ex calciatore e ex giocatore di calcio a 5 zimbabwese
- 1961 - Massimo Rigoni, ex saltatore con gli sci italiano
- 1961 - Arundhati Roy, scrittrice indiana
- 1961 - Luca Vannini, disegnatore e fumettista italiano († 2024)
- 1961 - Mark Winegardner, scrittore statunitense
- 1962 - Giovanni Azzone, ingegnere italiano
- 1962 - John Kovalic, fumettista e illustratore statunitense
- 1962 - Jiří Malec, ex saltatore con gli sci ceco
- 1962 - Velvet McIntyre, ex wrestler irlandese
- 1962 - Renato Rinino, criminale italiano († 2003)
- 1962 - John Squire, musicista inglese
- 1962 - Paul Thorburn, rugbista a 15 gallese
- 1962 - Tracey Wickham, ex nuotatrice australiana
- 1963 - Jurij Budanov, ufficiale e militare russo († 2011)
- 1963 - Raffaele Cantone, magistrato e saggista italiano
- 1963 - Neale Cooper, allenatore di calcio e calciatore scozzese († 2018)
- 1963 - Shae D'Lyn, attrice statunitense
- 1963 - Lisa Howard, attrice canadese
- 1963 - Trond Nordsteien, ex calciatore e allenatore di calcio norvegese
- 1963 - Henjo Richter, musicista tedesco
- 1963 - Heorhij Tuka, politico, attivista e informatico ucraino
- 1963 - Dorina Vaccaroni, ex schermitrice e ciclista su strada italiana
- 1963 - Silvana Valente, paraciclista italiana
- 1964 - Carlo Bertotti, musicista, compositore e produttore discografico italiano
- 1964 - Maurizio Ciampi, organista e direttore d'orchestra italiano
- 1964 - Nunziante Consiglio, politico italiano
- 1964 - Garret Dillahunt, attore statunitense
- 1964 - André Ferreira, pallavolista brasiliano († 2024)
- 1964 - Mike Goldberg, commentatore televisivo statunitense
- 1964 - Paul Groves, tenore statunitense
- 1964 - Conleth Hill, attore nordirlandese
- 1964 - Kayhan Kalhor, musicista e compositore curdo
- 1964 - Hendrie Krüzen, allenatore di calcio e ex calciatore olandese
- 1964 - Lynda McGehee, ex sciatrice alpina statunitense
- 1964 - Tony Rombola, chitarrista statunitense
- 1964 - Jim Van Bebber, regista, sceneggiatore e attore cinematografico statunitense
- 1964 - Mario Vielmo, alpinista e regista italiano
- 1965 - Rui Barros, allenatore di calcio e ex calciatore portoghese
- 1965 - Tom Boyd, ex calciatore scozzese
- 1965 - Darren Bradley, ex calciatore inglese
- 1965 - Paul Hand, ex hockeista su ghiaccio britannico
- 1965 - Shirley Henderson, attrice britannica
- 1965 - Angelika Kirchschlager, mezzosoprano austriaca
- 1965 - Goddy Leye, artista camerunese († 2011)
- 1965 - Alfonso Prat-Gay, economista e politico argentino
- 1965 - Guido Saracco, ingegnere italiano
- 1965 - Gary Voce, ex cestista giamaicano
- 1966 - Delphyne Burlet, ex biatleta francese
- 1966 - Fabrizio Curcio, dirigente pubblico e vigile del fuoco italiano
- 1966 - Ledell Eackles, ex cestista e allenatore di pallacanestro statunitense
- 1966 - Romeo Haxhiaj, ex calciatore albanese
- 1966 - Isabelle Renauld, attrice francese
- 1966 - Daniel López, giocatore di biliardo argentino
- 1966 - Børre Meinseth, ex calciatore norvegese
- 1966 - Merav Michaeli, politica, giornalista e attivista israeliana
- 1966 - Chris Morgan, sceneggiatore e produttore cinematografico statunitense
- 1966 - Katia Noventa, giornalista, conduttrice televisiva e ex modella italiana
- 1966 - Leo Refalo, ex calciatore maltese
- 1967 - Alexey Martins Rodrigues Carvalho, ex cestista brasiliano
- 1967 - Luis Camacaro, ex calciatore venezuelano
- 1967 - Lorenzo Flaherty, attore italiano
- 1967 - Giuseppe Gatta, allenatore di calcio e ex calciatore italiano
- 1967 - Kerstin Köppen, ex canottiera tedesca
- 1967 - Daniele Limonta, ex calciatore italiano
- 1967 - Massimo Lopresti, regista italiano
- 1967 - Gavin Maguire, ex calciatore inglese
- 1967 - Mirosław Rypel, ex giocatore di calcio a 5 polacco
- 1967 - Massimiliano Saccani, ex arbitro di calcio italiano
- 1968 - Kevin Breznahan, attore statunitense
- 1968 - Hakan Demir, allenatore di pallacanestro turco
- 1968 - Anura Kumara Dissanayake, politico singalese
- 1968 - Bülent Korkmaz, allenatore di calcio e ex calciatore turco
- 1968 - Scott Krinsky, attore e comico statunitense
- 1968 - Gregory Pardlo, poeta e traduttore statunitense
- 1968 - Ernesto Maria Ponte, attore e comico italiano
- 1968 - Martin Schneider, ex calciatore tedesco
- 1968 - Nicolò Sciacca, allenatore di calcio e ex calciatore italiano
- 1968 - Sacha Zala, storico svizzero
- 1969 - David Adeang, politico nauruano
- 1969 - Giorgio Amato, regista, scrittore e sceneggiatore italiano
- 1969 - Robert Andersson, ex pallamanista svedese
- 1969 - Yoav Avni, scrittore e traduttore israeliano
- 1969 - Günther Dissertori, fisico italiano
- 1969 - José Antonio Espinosa, ciclista su strada spagnolo († 1996)
- 1969 - Jacinto Espinoza, ex calciatore ecuadoriano
- 1969 - Tim Howar, attore e cantante canadese
- 1969 - Rob Nicholson, bassista statunitense
- 1969 - Bjørn Viljugrein, ex calciatore e giocatore di calcio a 5 norvegese
- 1969 - Antonfrancesco Vivarelli Colonna, politico e imprenditore italiano
- 1970 - Alessandro Bignamini, disegnatore italiano
- 1970 - Doug Brien, ex giocatore di football americano statunitense
- 1970 - Jerome Froese, musicista tedesco
- 1970 - Marlon James, scrittore giamaicano
- 1970 - Jens Keller, allenatore di calcio e ex calciatore tedesco
- 1970 - Aleksander Kłak, ex calciatore polacco
- 1970 - Paul Laciga, ex giocatore di beach volley svizzero
- 1970 - Mário Teixeira da Costa, ex calciatore portoghese
- 1970 - Sabina Minardi, giornalista e scrittrice italiana
- 1970 - Shanti Roney, attore svedese
- 1970 - Trond Strande, ex calciatore norvegese
- 1970 - Julieta Venegas, cantante, compositrice e polistrumentista messicana
- 1970 - Ashley Ward, ex calciatore inglese
- 1971 - Damien Comolli, dirigente sportivo francese
- 1971 - Dilba, cantante turca
- 1971 - Stéphane Denève, direttore d'orchestra francese
- 1971 - Lola Glaudini, attrice statunitense
- 1971 - Brandon Molale, attore e stuntman statunitense
- 1971 - Cosmas Ndeti, ex maratoneta e mezzofondista keniota
- 1971 - Arturo Norambuena, ex calciatore cileno
- 1971 - Lior Raz, attore e sceneggiatore israeliano
- 1971 - Jennifer Robertson, attrice canadese
- 1971 - Mario Sorrenti, fotografo italiano
- 1972 - Rowan Barrett, ex cestista canadese
- 1972 - Lawrence Brownlee, tenore statunitense
- 1972 - Félix Cárdenas, ex ciclista su strada colombiano
- 1972 - Maurizio Ciampi, ex arbitro di calcio italiano
- 1972 - Ibrahim Dossey, calciatore ghanese († 2008)
- 1972 - Ruxandra Dragomir, ex tennista rumena
- 1972 - Morgan Göransson, ex fondista svedese
- 1972 - Gerhard Greber, ex sciatore alpino austriaco
- 1972 - Marek Lemsalu, ex calciatore estone
- 1972 - Alberto Michielon, ex hockeista su pista italiano
- 1972 - Alessandro Michielon, ex hockeista su pista italiano
- 1972 - Sagi Rei, musicista israeliano
- 1972 - Thomas Schneider, allenatore di calcio e ex calciatore tedesco
- 1972 - Laurent Travini, ex rugbista a 15 e dirigente sportivo francese
- 1972 - Claudio Zamarion, direttore della fotografia e produttore cinematografico italiano
- 1973 - J. C. Chandor, regista e sceneggiatore statunitense
- 1973 - Paola Cortellesi, attrice, comica e sceneggiatrice italiana
- 1973 - Martino Melis, allenatore di calcio e ex calciatore italiano
- 1973 - Hamlet Vladimiri Mxit'aryan, ex calciatore armeno
- 1973 - Suzan Najm Aldeen, attrice siriana
- 1973 - Danielle Nicolet, attrice statunitense
- 1973 - Sébastien Pérez, ex calciatore e giocatore di beach soccer francese
- 1973 - Salvo Rinaudo, scrittore e sceneggiatore italiano
- 1974 - Jana Beňová, scrittrice, poetessa e giornalista slovacca
- 1974 - Símun Eliasen, ex calciatore faroese
- 1974 - Cláudio Braga, allenatore di calcio e dirigente sportivo portoghese
- 1974 - Juan Carlos Guillamón, ex ciclista su strada spagnolo
- 1974 - Laurent Lagrand, ex calciatore francese
- 1974 - Tony Menezes, ex calciatore canadese
- 1974 - Stephen Merchant, sceneggiatore, regista e attore britannico
- 1974 - Machel Montano, cantante trinidadiano
- 1974 - Etienne Shew-Atjon, allenatore di calcio e ex calciatore olandese
- 1974 - Tarō Yamamoto, attore e politico giapponese
- 1975 - Roger Black, comico, doppiatore e sceneggiatore statunitense
- 1975 - Spasoje Bulajič, ex calciatore sloveno
- 1975 - Sander van Huijksloot, ex calciatore olandese
- 1975 - Kristina Koznick, ex sciatrice alpina statunitense
- 1975 - Meredith Patterson, attrice statunitense
- 1975 - Jiří Pospíšil, politico ceco
- 1975 - Guido Trentin, ex ciclista su strada italiano
- 1976 - Patrick Cavelan, allenatore di calcio francese
- 1976 - Chen Lu, ex pattinatrice artistica su ghiaccio cinese
- 1976 - Coralie Fargeat, regista e sceneggiatrice francese
- 1976 - Hiroyuki Ikeuchi, attore e modello giapponese
- 1976 - Bernice Orwig, ex pallanuotista statunitense
- 1976 - Johan Radet, ex calciatore francese
- 1976 - Aleksandr Širko, ex calciatore russo
- 1976 - Flavius Stoican, allenatore di calcio e ex calciatore rumeno
- 1976 - Lorenzo Stovini, ex calciatore italiano
- 1977 - Wayne Dyer, ex calciatore montserratiano
- 1977 - Colin Hanks, attore statunitense
- 1977 - Mihhail Kõlvart, politico estone
- 1977 - Lucille Opitz, ex pattinatrice di velocità su ghiaccio tedesca
- 1977 - Jiří Rychlík, ex calciatore ceco
- 1977 - Martin Ruhasia, ex calciatore salomonese
- 1977 - Ioan Silviu Suciu, ex ginnasta rumeno
- 1977 - Anton Žlogar, allenatore di calcio e ex calciatore sloveno
- 1978 - Pavel Andreev, ex multiplista uzbeko
- 1978 - Luciano Bozko, pallavolista brasiliano
- 1978 - Katherine Heigl, attrice, produttrice cinematografica e produttrice televisiva statunitense
- 1978 - Jari Ilola, ex calciatore finlandese
- 1978 - Vanessa Incontrada, attrice e conduttrice televisiva spagnola
- 1978 - Susanna Majuri, fotografa finlandese († 2020)
- 1978 - Robert Mizrachi, giocatore di poker statunitense
- 1979 - João Paulo di Fábio, ex calciatore brasiliano
- 1979 - Enrico Bartolini, cuoco e imprenditore italiano
- 1979 - Carmelita Jeter, ex velocista statunitense
- 1979 - Joseba Llorente, ex calciatore spagnolo
- 1979 - Aidan O'Kane, ex calciatore nordirlandese
- 1979 - Patricio Prato, ex cestista argentino
- 1979 - Tom Shanklin, rugbista a 15 gallese
- 1979 - Natalia Viganò, pallavolista italiana
- 1980 - Hassan Alla, ex calciatore marocchino
- 1980 - Carlo Carabba, poeta e scrittore italiano
- 1980 - Santiago Darraidou, pallavolista argentino
- 1980 - Dieudonné Disi, ex mezzofondista e maratoneta ruandese
- 1980 - Hiram Eugene, giocatore di football americano statunitense
- 1980 - Lauren Holtkamp, arbitro di pallacanestro statunitense
- 1980 - Brandon Hunter, cestista statunitense († 2023)
- 1980 - Garry Thompson, allenatore di calcio e ex calciatore inglese
- 1980 - Niels Meijer, ex cestista olandese
- 1980 - Bingo Merriex, ex cestista statunitense
- 1980 - Beth Phoenix, wrestler statunitense
- 1980 - Branko Radivojevič, hockeista su ghiaccio slovacco
- 1980 - Lyndon Rush, bobbista canadese
- 1980 - Johnny Spillane, ex combinatista nordico statunitense
- 1980 - Brian Viloria, pugile statunitense
- 1980 - Thomas Ziegler, ex ciclista su strada e mountain biker tedesco
- 1981 - Vule Avdalović, allenatore di pallacanestro e ex cestista serbo
- 1981 - Michael Patrick Carter, attore statunitense
- 1981 - Kurtis Foster, allenatore di hockey su ghiaccio e ex hockeista su ghiaccio canadese
- 1981 - Juan Pablo García, ex calciatore messicano
- 1981 - Iván Hernández, pugile messicano
- 1981 - Celina Jaitley, attrice indiana
- 1981 - Morgan James, cantautrice e attrice statunitense
- 1981 - Julija Makarova, ex biatleta russa
- 1981 - Mads Rasmussen, canottiere danese
- 1981 - Lauren Woolstencroft, sciatrice alpina canadese
- 1982 - Christian Eichner, allenatore di calcio e ex calciatore tedesco
- 1982 - Ryan Fitzpatrick, ex giocatore di football americano statunitense
- 1982 - Andreas Gerster, ex calciatore liechtensteinese
- 1982 - Nuriye Gülmen, docente e attivista turca
- 1982 - Luca Oberti, clavicembalista e direttore d'orchestra italiano
- 1982 - Kwame Quansah, ex calciatore ghanese
- 1982 - Jakob Jóhann Sveinsson, nuotatore islandese
- 1982 - Francisco Jovel Álvarez, calciatore salvadoregno
- 1983 - Dean Ashton, ex calciatore inglese
- 1983 - André Bahia, ex calciatore brasiliano
- 1983 - Marc Berthod, ex sciatore alpino svizzero
- 1983 - Raul Ciupe, ex calciatore rumeno
- 1983 - Adam22, imprenditore, conduttore radiofonico e rapper statunitense
- 1983 - Gwilym Lee, attore britannico
- 1983 - Daria Mieloszyńska, ex cestista polacca
- 1983 - Dorian Mortelette, canottiere francese
- 1983 - Muslu Nalbantoğlu, calciatore olandese
- 1983 - David Paice, ex rugbista a 15 australiano
- 1983 - Pitu, ex calciatore spagnolo
- 1983 - Shavlik Randolph, ex cestista statunitense
- 1983 - Luis León Sánchez, ex ciclista su strada spagnolo
- 1983 - Jan Schmid, ex combinatista nordico svizzero
- 1983 - Víctor Sojo, hockeista su prato spagnolo
- 1983 - Aleksej Stukalov, allenatore di calcio russo
- 1983 - Jesús Valenzuela, arbitro di calcio venezuelano
- 1983 - Karine Vanasse, attrice canadese
- 1983 - Félix Zeledón, calciatore nicaraguense
- 1984 - Brandon Bair, giocatore di football americano statunitense
- 1984 - Omer Bakhit, calciatore sudanese
- 1984 - Petra Bertholdová, calciatrice ceca
- 1984 - Soslan Cirichov, pesista russo
- 1984 - Giulio D'Antona, scrittore, traduttore e produttore cinematografico italiano
- 1984 - Giulia Di Vita, politica italiana
- 1984 - Kagisho Dikgacoi, allenatore di calcio e ex calciatore sudafricano
- 1984 - Alioune Kébé, ex calciatore senegalese
- 1984 - Naoya Kikuchi, ex calciatore giapponese
- 1984 - Roy Miller, ex calciatore costaricano
- 1984 - Jamal Mohammed, ex calciatore keniota
- 1984 - Lisa Nordén, triatleta svedese
- 1984 - Maria Riesch, ex sciatrice alpina tedesca
- 1984 - Fernando Scavasin, schermidore brasiliano
- 1984 - Fejzo Shenaj, ex calciatore albanese
- 1984 - Danny Trent, chitarrista e compositore italiano
- 1984 - Andrei Vargas, ex giocatore di football americano e allenatore di football americano brasiliano
- 1985 - Nemanja Ćalasan, allenatore di pallacanestro e ex cestista serbo
- 1985 - Fabiano de Lima Campos Maria, ex calciatore brasiliano
- 1985 - Tomáš Frejlach, calciatore ceco
- 1985 - Leemire Goldwire, ex cestista statunitense
- 1985 - Huang Jing, cestista cinese
- 1985 - Vasilije Prodanović, ex calciatore serbo
- 1985 - Francesca Tonani, calciatrice italiana
- 1986 - Claudio Ammendola, attore italiano
- 1986 - Sebastian Bachmann, schermidore tedesco
- 1986 - Arsen Balabekyan, ex calciatore armeno
- 1986 - Bernd Besenlehner, calciatore austriaco
- 1986 - Asim Chaudhry, attore e sceneggiatore britannico
- 1986 - Danilo Silva, ex calciatore brasiliano
- 1986 - Aida Folch, attrice spagnola
- 1986 - Jimmy Graham, giocatore di football americano statunitense
- 1986 - Willi Heinz, rugbista a 15 neozelandese
- 1986 - Jung Eun-chae, attrice sudcoreana
- 1986 - Maya Kazan, attrice statunitense
- 1986 - Souleymane Keïta, ex calciatore maliano
- 1986 - Alexander Mathisen, ex calciatore norvegese
- 1986 - André Luís Neitzke, calciatore brasiliano
- 1986 - Subrata Pal, ex calciatore indiano
- 1986 - Kenny Phillips, giocatore di football americano statunitense
- 1986 - Jacek Ratajczak, ex pallavolista e allenatore di pallavolo statunitense
- 1986 - Ali Sarı, taekwondoka turco
- 1986 - Alex Smith, ex cestista statunitense
- 1986 - Micaela Vázquez, attrice e conduttrice televisiva argentina
- 1986 - Ryan Whiting, pesista statunitense
- 1986 - Petar Šimić, ex calciatore croato
- 1987 - Mehmed Alispahić, calciatore bosniaco
- 1987 - Eric Avila, allenatore di calcio e ex calciatore statunitense
- 1987 - Alan Brandi, giocatore di calcio a 5 argentino
- 1987 - Filippo Crimì, politico italiano
- 1987 - Nicky Deverdics, calciatore inglese
- 1987 - Sanel Ibrahimović, ex calciatore bosniaco
- 1987 - Matevž Kamnik, allenatore di pallavolo e ex pallavolista sloveno
- 1987 - Jeremain Lens, calciatore olandese
- 1987 - Myron Lewis, ex giocatore di football americano statunitense
- 1987 - Bogdan Milić, calciatore montenegrino
- 1987 - Ivan Olita, regista italiano
- 1987 - Nathan Orton, artista marziale misto e comico statunitense
- 1987 - Renate Reinsve, attrice e ex modella norvegese
- 1987 - Andrej Rutar, ex giocatore di calcio a 5 sloveno
- 1987 - Elena Satine, attrice e cantante georgiana
- 1987 - Rodrigo Souza Silva, calciatore brasiliano
- 1987 - Johan Öhagen, ex sciatore alpino svedese
- 1988 - Jasim Abdalla, cestista emiratino
- 1988 - Jimi Akinyemi, giocatore di calcio a 5 e calciatore norvegese
- 1988 - Rony Beard, ex calciatore dominicano
- 1988 - Rebecca Frassini, politica italiana
- 1988 - Luke Holden, ex calciatore inglese
- 1988 - Sjarhej Karneeŭ, pugile bielorusso
- 1988 - António Nobre, arbitro di calcio portoghese
- 1988 - Anthony Ogogo, wrestler e ex pugile britannico
- 1988 - Sabi, cantante, ballerina e attrice statunitense
- 1988 - Erika Sema, tennista giapponese
- 1988 - Dorian van Rijsselberghe, velista olandese
- 1989 - Joel Broda, ex hockeista su ghiaccio canadese
- 1989 - Sheniqua Ferguson, velocista bahamense
- 1989 - Trevor Gaskins, cestista statunitense
- 1989 - Mario Gavranović, ex calciatore svizzero
- 1989 - Dejen Gebremeskel, mezzofondista etiope
- 1989 - Yaritza Goulet, schermitrice cubana
- 1989 - Lukáš Hrádecký, calciatore slovacco
- 1989 - Evan Ravenel, cestista statunitense
- 1989 - Anna Ryžykova, ostacolista e velocista ucraina
- 1989 - Eliza Taylor, attrice australiana
- 1989 - Marco Wittmann, pilota automobilistico tedesco
- 1990 - Jorit, artista italiano
- 1990 - Gastão Elias, tennista portoghese
- 1990 - Giacomo Ferrara, attore italiano
- 1990 - Sarah Hyland, attrice statunitense
- 1990 - Hamed Lak, calciatore iraniano
- 1990 - Tom Odell, cantautore e musicista britannico
- 1990 - Mario Gaspar, calciatore spagnolo
- 1990 - Rim Chol-min, calciatore nordcoreano
- 1990 - Jasmin Sudić, ex calciatore svedese
- 1990 - Ákos Szarka, calciatore slovacco
- 1990 - Flamur Tairi, calciatore macedone
- 1990 - Adrienn Tóth, pentatleta ungherese
- 1991 - Héctor Acosta, ex calciatore messicano
- 1991 - Sakıb Aytaç, calciatore turco
- 1991 - Baghdad Bounedjah, calciatore algerino
- 1991 - Fernando Coniglio, calciatore argentino
- 1991 - Jéan Constant, giocatore di football americano haitiano
- 1991 - Barnabas Imenger, calciatore nigeriano
- 1991 - Benjamin Mau, giocatore di football americano tedesco
- 1991 - Érick Moreno, ex calciatore colombiano
- 1991 - Junior Ngaluafe, rugbista a 15 e rugbista a 7 neozelandese
- 1991 - Ruslan Nurudinov, sollevatore uzbeko
- 1991 - Albano Olivetti, tennista francese
- 1991 - Kevin Owens, pallavolista statunitense
- 1991 - Kacper Piorun, scacchista polacco
- 1991 - Prince Shembo, giocatore di football americano statunitense
- 1991 - Waltinho, giocatore di calcio a 5 brasiliano
- 1991 - Ruslan Zubkov, calciatore ucraino
- 1992 - Ashante Adonis, wrestler statunitense
- 1992 - Tom Boere, calciatore olandese
- 1992 - Thomas Carmody, pallavolista statunitense
- 1992 - Oliver Dingley, tuffatore britannico
- 1992 - Juan Garro, calciatore argentino
- 1992 - De'Angelo Henderson, giocatore di football americano statunitense
- 1992 - Davron Hoshimov, calciatore uzbeko
- 1992 - Tim Knipping, calciatore tedesco
- 1992 - Pavel Mjaleška, giavellottista bielorusso
- 1992 - Ulysse Ndong, calciatore francese
- 1992 - Daan Olivier, ex ciclista su strada olandese
- 1992 - Carolin Simon, calciatrice tedesca
- 1992 - Assita Touré, ex nuotatrice ivoriana
- 1992 - Eugen Zasavitchi, calciatore moldavo
- 1993 - Bryan Acosta, calciatore honduregno
- 1993 - Īvī Adamou, cantante cipriota
- 1993 - Jorge Clemente, attore spagnolo
- 1993 - Donervon Daniels, calciatore montserratiano
- 1993 - Jasper De Buyst, ciclista su strada e pistard belga
- 1993 - Hande Erçel, attrice e modella turca
- 1993 - Matteo Fantinelli, cestista italiano
- 1993 - Saoirse-Monica Jackson, attrice britannica
- 1993 - Savanah Leaf, ex pallavolista e regista britannica
- 1993 - Zoe Levin, attrice statunitense
- 1993 - Rauno Nurger, cestista estone
- 1993 - Fridolina Rolfö, calciatrice svedese
- 1993 - Elisa Rosso, scrittrice italiana
- 1993 - Brandon Starc, altista australiano
- 1993 - David Walker, cestista statunitense
- 1993 - Olena Šchumova, slittinista ucraina
- 1994 - Marième Badiane, cestista francese
- 1994 - Nabil Bentaleb, calciatore francese
- 1994 - Bradley Bozeman, giocatore di football americano statunitense
- 1994 - Marine Brevet, ginnasta francese
- 1994 - Jovana Damnjanović, calciatrice serba
- 1994 - Hilal El-Helwe, calciatore tedesco
- 1994 - Ben Emelogu, ex cestista statunitense
- 1994 - Moi Gómez, calciatore spagnolo
- 1994 - Reece Mastin, cantautore australiano
- 1994 - Emre Nefiz, calciatore turco
- 1994 - Park Hye-su, attrice sudcoreana
- 1994 - Jaleen Smith, cestista statunitense
- 1994 - Daichi Takatani, lottatore giapponese
- 1994 - Adolphus Washington, giocatore di football americano statunitense
- 1994 - Nana Welbeck, calciatore ghanese
- 1995 - Keljin Blevins, cestista statunitense
- 1995 - Jamal Charles, calciatore grenadino
- 1995 - Jeremy Combs, cestista statunitense
- 1995 - Eduardo Mancha, calciatore brasiliano
- 1995 - Ana Sofía Gómez, ex ginnasta guatemalteca
- 1995 - Hristofor Hubčev, ex calciatore bulgaro
- 1995 - Rahil Məmmədov, calciatore azero
- 1995 - Raphael Montoya, triatleta francese
- 1995 - Luca Sartoretti, pallavolista italiano
- 1995 - Kai Shibato, calciatore giapponese
- 1995 - Leonardo Vaca, calciatore boliviano
- 1995 - María José Vélez, sciatrice nautica colombiana
- 1996 - Yassin Bouih, mezzofondista e siepista italiano
- 1996 - Ben DiNucci, giocatore di football americano statunitense
- 1996 - Francesca Gallina, snowboarder italiana
- 1996 - Damian Gąska, calciatore polacco
- 1996 - Louise Hansson, nuotatrice svedese
- 1996 - Wesley Moraes Ferreira da Silva, calciatore brasiliano
- 1996 - Isotta Nocchi, calciatrice italiana
- 1996 - Ryōya Ogawa, calciatore giapponese
- 1996 - Fred Onyedinma, calciatore nigeriano
- 1996 - Anthony Pittman, giocatore di football americano statunitense
- 1996 - Maddie Pokorny, calciatrice statunitense
- 1996 - Thea Louise Stjernesund, sciatrice alpina norvegese
- 1996 - Jordan Thorniley, calciatore inglese
- 1997 - Iván Anderson, calciatore panamense
- 1997 - Diego Becker, calciatore argentino
- 1997 - Patrick Berg, calciatore norvegese
- 1997 - Marion Borras, pistard e ciclista su strada francese
- 1997 - Zack Bryant, cestista statunitense
- 1997 - Elias Cobbaut, calciatore belga
- 1997 - Julian Lelieveld, calciatore olandese
- 1997 - Braden Mann, giocatore di football americano statunitense
- 1997 - Shaquille Momad Nangy, calciatore mozambicano
- 1997 - Vasilīs Mouratos, cestista greco
- 1997 - Elom Nya-Vedji, calciatore togolese
- 1997 - Reiley, cantante faroese
- 1997 - Marco Richter, calciatore tedesco
- 1997 - Katrin Taseva, ginnasta bulgara
- 1998 - LiAngelo Ball, cestista e rapper statunitense
- 1998 - Luka Cucin, calciatore serbo
- 1998 - Natricia Hooper, triplista guyanese
- 1998 - Peyton Meyer, attore statunitense
- 1998 - Monae' Nichols, lunghista statunitense
- 1998 - Jessica Tiebel, ex slittinista tedesca
- 1999 - Norman Campbell, calciatore giamaicano
- 1999 - Jean Hugonet, calciatore francese
- 1999 - Abby Steiner, velocista statunitense
- 1999 - Jonáš Vais, calciatore ceco
- 2000 - Filip Antovski, calciatore macedone
- 2000 - Adrian Benedyczak, calciatore polacco
- 2000 - Emerson Negueba, calciatore brasiliano
- 2000 - Stefan Eichberger, sciatore alpino austriaco
- 2000 - Marta Iacoacci, nuotatrice artistica italiana
- 2000 - Tamás Kiss, calciatore ungherese
- 2000 - Bruno Vrčić, cestista tedesco

## XXI secolo(18)
- 2001 - Clément Akpa, calciatore francese
- 2001 - Leo Prantner, pallamanista italiano
- 2002 - Gabriel Gledhill, fondista britannico
- 2002 - Tarsis Orogot, velocista ugandese
- 2002 - Brahian Palacios, calciatore colombiano
- 2002 - Jay Stansfield, calciatore inglese
- 2003 - Lucas Beraldo, calciatore brasiliano
- 2003 - Carl-Frederik Bévort, pistard e ciclista su strada danese
- 2003 - Adriana Cerezo, taekwondoka spagnola
- 2003 - Giovane Santana do Nascimento, calciatore brasiliano
- 2004 - Lorenzo Scipioni, calciatore argentino
- 2005 - Kuma Girma, mezzofondista etiope
- 2005 - Ibrahim Maza, calciatore tedesco
- 2005 - Gitanjali Rao, inventrice statunitense
- 2005 - Selīna Zvilna, slittinista lettone
- 2006 - Simeon Nikolov, pallavolista bulgaro
- 2006 - Nina Pinzarrone, pattinatrice artistica su ghiaccio belga
- 2010 - Jaidyn Triplett, attrice e modella statunitense